# Улянівка (Баштанський район)
Уля́нівка (в минулому — Нерозлучне) — село в Україні, у Софіївській сільській громаді Баштанського району Миколаївської області. Населення становить 452 особи.

## Герб
Щит перетятий лазуровим і зеленим. У першій частині срібна церква, що виникає з лінії поділу щита, із золотими куполами, середній більший відносно крайніх однакових, увінчаними золотими православними хрестами. У другій частині сільська криниця, мурована срібним тесаним камінням із золотими швами, з якої через отвір виливається вниз потік води, утворюючи лазурову хвилясту базу. Над криницею золоте дерев’яне цебро, скуте срібними обручами. Обабіч криниці по золотих гілках дуба із жолудями та сосни із шишками.

## Історія
Станом на 1886 рік у селі Антонівської волості Херсонського повіту Херсонської губернії мешкало 343 особи, налічувалось 60 дворів, існували православна церква, 2 лавки та постоялий двір, відбувались базари по неділях.

## Постаті
- Калакун Віталій Анатолійович (1991—2014) — солдат Збройних сил України, учасник російсько-української війни, загинув під Іловайськом.